# إد تيك 3
إد تيك 3 (بالإنجليزية:  id Tech 3)‏ هو محرك ألعاب تم تطويره من قبل شركة آي دي سوفتوير. للعبة كويك 3 أرينا
و أستخدم في العديد من الألعاب المستخدم فيها محرك كويك 3 أرينا .
عند صدوره كان منافساً لمحرك أنريال
وفي مؤتمر كويك كون (QuakeCon) أعلن جون كارماك أن الشفرة المصدرية لمحرك آي دي تيك 3 سيتم طرحها تحت ترخيص جنو 2 وتم طرح الشفرة المصدرية بشكل رسمي في 19 أغسسطس 2005 .

## ألعاب استخدمته
- عودة إلى قلعة ولفينشتاين
- ولفينشتاين: إينمي تيروتري
- كول أوف ديوتي: يونايتد أوفينسف
- كول أوف ديوتي
- ميدل أوف أونر: ألايد أسولت
- راجع قائمة ألعاب تستخدم محرك آيدي تيك 3

## وصلات خارجية
- الموقع الرسمي لشركة إد سوفتوير
- قائمة العاب إد تيك 3 الكاملة